# Ширяев, Александр Викторович
Алекса́ндр Ви́кторович Ширя́ев (10 сентября 1867, Санкт-Петербург — 25 апреля 1941, Ленинград) — русский и советский танцовщик, балетмейстер, преподаватель, сочинитель хара́ктерного танца, один из первых режиссёров кино- и мультипликационных фильмов. Заслуженный артист Республики (1921).

## Биография
Александр Ширяев родился 10 сентября 1867 года в Санкт-Петербурге. Его дедом по отцовской линии был известный балетный композитор Цезарь Пуни. Отец Гектор (Виктор) Цезарович Пуни (умер в 1889 году) был учеником Цезаря Чиарди, служил солистом-флейтистом в оркестре Большого театра. Мать Екатерина Ксенофонтовна Ширяева также выступала в Большом театре, была артисткой кордебалета. Согласно мемуарам Нинель Юлтыевой, Александр был незаконнорождённым ребёнком, что объясняет его фамилию. Александр начал выступать на сцене ещё ребёнком, играя в спектаклях Александринского драматического театра.
В 1885 году А. Ширяев окончил Санкт-Петербургское Императорское театральное училище, где его преподавателями были М. И. Петипа, П. А. Гердт, П. К. Карсавин, Л. И. Иванов. В 1886 году он был принят в Мариинский театр, где стал не только ведущим танцовщиком, но и репетитором при Мариусе Петипа. В 1900 году Александр Викторович стал помощником балетмейстера, а в 1903 году — вторым балетмейстером театра. С 1902 года Ширяев путешествовал по Европе и России изучая и записывая народные танцы.
12 мая 1905 года Александр Ширяев оставил службу в Мариинском театре. С 1909 по 1917 год он работал как танцовщик и балетмейстер в Берлине, Париже, Мюнхене, Монте-Карло, Риге, Варшаве. Также Ширяев работал в качестве репетитора в школе, которую он открыл в Лондоне. Почти все выпускники этой школы впоследствии составили труппу Анны Павловой. В Россию Ширяев вернулся в 1918 году.

## Театральная деятельность
Репертуар Александра Ширяева-танцовщика включал в себя характерные и гротесковые партии в 32 балетах, среди которых «Приказ короля» (Милон), «Спящая красавица» (фея Карабос), «Конёк-горбунок» (Иван-Дурак), «Эсмеральда» (Квазимодо), «Арлекинада» (Арлекин, Кассандр), «Коппелия» (Коппелиус), «Корсар» (Сеид-паша), «Раймонда» (Абдерахман), «Тщетная предосторожность» (Марцелина), «Млада» (Шут) и другие. Был первым исполнителем танца Буффона в балете «Щелкунчик», русской пляски в опере «Дубровский», пляски шутов и скоморохов в «Купце Калашникове» и других танцев, поставленных Львом Ивановым в операх.
Работая в Мариинском театре в качестве балетмейстера, Александр Ширяев, совместно с Мариусом Петипа, возобновил такие балеты как: «Наяда и рыбак», «Гарлемский тюльпан», «Коппелия», «Дочь фараона», «Царь Кандавл», «Конёк-Горбунок». Одной из последних постановок Ширяева стало возобновление «Жизели», а последней его работой в Мариинском театре было возобновление «Пахиты».
Для своих новых постановок Александр Ширяев применял разработанный им метод домашней подготовки балетов. Он изготавливал куклы из папье-маше высотой в 20—25 см, все части «тела» которых держались на мягкой проволоке. Это позволяло балетмейстеру придавать им нужное положение. Куклы одевались в соответствующие костюмы из бумаги и ткани. Поместив в ряд несколько кукол, Ширяев придавал каждой из них позу, как бы продолжавшую позу предыдущей куклы. Таким образом, весь ряд представлял сочиняемый танец. Затем, выбирая сценки, наиболее его удовлетворявшие, он зарисовывал схему танца на бумажной ленте и нумеровал все па. Получались своего рода раскадровки. На одной из таких раскадровок Ширяев запечатлел танец Буффона с обручем, который он сочинил для себя и исполнял в балете «Щелкунчик» в постановке Л. И. Иванова. Этот номер Буффона в последующих редакциях «Щелкунчика» в России не сохранился.

## Преподавательская деятельность
С 1891 по 1909 год Александр Викторович преподавал в родном Императорском театральном училище, где под его руководством был впервые открыт характерный класс. После перерыва почти в десять лет он вновь вернулся работать в школу и преподавал в Ленинградском хореографическом училище с 1918 по 1941 год. Ширяев стоял у истоков национального отделения училища, в частности, воспитал основные кадры башкирского балета.
А. В. Ширяев первым в мире создал систему обучения танцовщиков характерному танцу. У него учились балетные артисты многих поколений, в том числе: Андрей Лопухов, Нина Анисимова, Александр Бочаров, Михаил Фокин, Фёдор Лопухов, Александр Монахов, Александр Чекрыгин, Пётр Гусев, Галина Уланова, Галина Исаева, Юрий Григорович и другие.
В 1939 году Александр Викторович, совместно с А. И. Бочаровым и А. В. Лопуховым, написал учебник «Основы характерного танца». Он также является автором книги мемуаров «Петербургский балет. Из воспоминаний артиста Мариинского театра», которая была подготовлена к изданию в Ленинградском отделении ВТО под редакцией Юрия Слонимского весной 1941 года, но так и не вышла в свет. Фотокопия книги хранится в Национальной библиотеке Санкт-Петербурга. В Российской национальной библиотеке и в Театральной библиотеке Санкт-Петербурга сохранилась пара сигнальных экземпляров этой книги. В 2018 сигнальный экземпляр лег в основу нового издания Академии Русского Балета: "Ширяев А. В. Воспоминания. Статьи. Материалы". Воспоминания Ширяева были дополнены статьями об артисте, его интервью и другими материалами, включая документы из фонда А. В. Ширяева и фотографии из архива АРБ. Редактор-составитель книги - Наталья Зозулина.

## Кинематограф
Будучи в одной из своих заграничных поездок в Лондоне, Александр Ширяев приобрёл 17,5-мм кинокамеру «Biokam». Первые опыты киносъёмок он предпринял летом на Украине, куда ездил с семьёй. В начале сезона 1904/1905 годов Александр Ширяев обратился в Дирекцию императорских театров с просьбой разрешить ему безвозмездно снимать балерин театра. Однако ему не только отказали, но даже запретили заниматься подобной съёмкой.
Среди кинематографических экспериментов Ширяева есть документальные фильмы, танцы и миниатюрные пьесы, трюковая комическая съёмка, съёмка методом пиксиляции. С 1906 по 1909 год Александр Викторович занимался мультипликацией, применяя кукольную, рисованную, а также совмещённую техники. Он устроил в комнате съёмочный павильон и на минисцене специального ящика, имитировавшего театральные кулисы в несколько ярусов с электрическим освещением изнутри, создавал мультипликационные фильмы-балеты. Его целью было не создание нового искусства, а попытка воспроизведения человеческого движения, воссоздание хореографии. Чтобы снять балет «Пьеро и Коломбина», Ширяев сделал более семи с половиной тысяч рисунков. В мультипликационном кукольном балете «Шутка Арлекина» вариации и адажио сняты настолько точно, что по фильму можно восстановить вариации прошлых балетов.
В 1923 году Ширяев снялся в роли танцмейстера Скрипочкина в фильме «Комедиантка».

## Архив А. В. Ширяева
Сведения о фильмах Ширяева встречаются в книгах Фёдора Лопухова, однако его архив считался утерянным. В 1995 году балетный фотограф Даниил Александрович Савельев передал киноисследователю Виктору Бочарову хранившийся у него архив Александра Ширяева, включающий в себя киноплёнки (35-мм и 17,5-мм) и бумажные ленты с раскадровкой танцев. Архив попал к Савельеву в 1960-х годах от последней жены сына Ширяева.
В 2003 году из части материалов Александра Ширяева В. Бочаров сделал часовой фильм «Запоздавшая премьера», который был впервые показан в 2004 году на Фестивале архивного кино в Белых Столбах. Впоследствии все фильмы были восстановлены и оцифрованы при содействии Фестиваля немого кино в Порденоне, руководство которого выделило деньги на реставрацию негативов, а также британской мультстудии Aardman Animations. Основатель студии Питер Лорд посвятил Ширяеву статью в The Guardian, назвав его мультфильмы «удивительными и очаровательными... на десятилетия опередившими своё время». Они были показаны на различных отечественных и международных фестивалях.

## Личная жизнь
Александр Ширяев был дважды женат. Его первой супругой была балерина Мариинского театра Наталия Матвеева, с которой они вместе участвовали в постановках. Их единственная дочь также занималась характерным танцем, но в 1912 погибла, утонув. Вскоре умерла и Матвеева («видимо, так и не оправилась от этого удара»). В 1924 Ширяев женился на драматической актрисе Р. Померанцевой, однако, по словам Нинель Юлтыевой, этот брак оказался неудачным.
Александр был близким другом отца Юлтыевой, башкирского писателя Даута Юлтыя. После того, как в 1937 году Даута с женой репрессировали как «буржуазных националистов», Ширяев добился переезда 11-летней Нинель в Ленинград и взял все заботы о «внученьке», как он сам её называл, на себя.

## Признание и награды
- Орден Трудового Красного Знамени (1 июня 1940)[18]
- Заслуженный артист Республики (1921)[19]
- Именем Ширяева назван школьный театр Академии русского балета имени А. Я. Вагановой, балетной школы, где он учился и преподавал.

## Фильмография

### Постановочные комедии
- Озадаченный режиссер (The Befuddled Film-Maker) (35мм позитив, 30")
- Цирковые артисты (Circus Artists) (17.5мм негатив, 36")
- Клоун и Слон (The Clown and the Elephant) (17.5мм негатив, 1’42"; 17.5мм позитив, 1’30")
- Крокодил (The Crocodile) (17.5мм позитив, 38")
- Пьяницы (Drunkards) (17.5мм позитив, 1’15")
- Сон рыбака (The Fisherman's Dream) (17.5мм позитив, 4’20")
- Прерванный обед (An Interrupted Dinner) (17.5мм позитив, 2’58")
- Жилец и паук (The Lodger and the Spider) (17.5мм позитив, 1’52")
- Озорная девочка и бабушка (The Naughty Girl and Granny) (17.5мм позитив, 2’02")
- Девочка-сорванец (The Tomboy) (17.5мм позитив, 2’45")
- Беспокойная пара (A Troublesome Couple) (17.5мм негатив, 2’53")
- Мокрый романс (A Wet Romance) (17.5мм позитив, 1’27")

### Трюковые фильмы
- Мальчик в мешке (Boy in a Sack) (17.5мм позитив, 52")
- Кресла (Chairs) (35мм позитив, 20")
- Заколдованный чайный стол (The Enchanted Tea Table) (17.5мм позитив, 42")
- Магическая одежда (Magical Dressing) (17.5мм негатив, 35")
- Пьеро и служанка (Pierrot and the Maid) (17.5мм позитив, 2’02")
- Пьеро и служанка (Pierrot and the Maid) (другая версия) (17.5мм негатив, 1’52")

### Танцевальные фильмы
- Характерный танец (35мм позитив, 2’20")
- Характерный танец (35мм позитив, 1’50")
- Характерный танец (Соло)  Character Dance (Solo) (35мм позитив)
- Character Dance with Fan (17.5мм негатив, 2’01")
- Характерный танец с тамбурином (Character Dance with Tambourine) (17.5мм негатив, 1’10")
- Казачий танец (Cossack Dance) (17.5мм негатив, 1’09")
- "Танец маленького корсара" из балета Le Corsaire (35мм позитив, 60")
- Folk Courtship Dance 1 (35мм позитив, 1’30")
- Folk Courtship Dance 2 (17.5мм негатив, 44")
- Танец дурака из балета Петипы Млада. “Fool’s Dance”(35мм позитив, 1’02")
- Танец дурака из балета Петипы Млада. “Fool’s Dance”(17.5мм негатив, 1’06")

### Кукольная анимация (1906-1909)
- Танец ребёнка из балета Фея кукол  (35мм позитив и негатив, 1’17")
- "Индийский танец" из балета Баядерка (La Bayadère) (35мм позитив и негатив, 3’)
- Мулатка (Mulatto Woman) (35мм позитив и негатив, фрагмент)
- (1907?) Пьеро-художники (Pierrot-Artists) (35мм позитив и негатив, 5’35")
- Пьеро-художники (Pierrot-Artists) (35мм позитив и негатив, 3’10)
- (1909) Шутка Арлекина (Harlequin's Jest) (35мм позитив и негатив, в пяти сценах): Сад Кассандры (Cassandre's Garden) (3’11"); Лес (A Forest) (1’55"); Пещера в гроте (A Cave in the Grotto) (48"); Дом Кассандры (Cassandre's House) (2’16"); Свадьба Арлекина и Колумбины (The Marriage of Harlequin and Columbine) (5’40")
- Два Пьеро играют в мяч (Two Pierrots Playing Ball) (35мм позитив и негатив, 1’17")

### Бумажные фильмы
- Птицы в полёте (Birds in Flight) (2")
- Змея (Snake) (5")
- Танец паяца из балета Щелкунчик (Buffoon's Dance from The Nutcracker) (1’30")
- Легкая прогулка (Cakewalk) (1’04")